# Philippe Caroit
Philippe Caroit (ur. 29 września 1959 w Paryżu) – francuski aktor i reżyser telewizyjny i filmowy.

## Życiorys

### Wczesne lata
Urodził się w Paryżu jako czwarte z siedmiorga dzieci. Studiował dramat w Konserwatorium w Montpellier, a następnie porzucił studia medyczne i powrócił do Théâtre du Soleil Ariane Mnouchkine. Wiele podróżował po świecie, opanował biegle język angielski, włoski, niemiecki i hiszpański. Zajął się również malarstwem.

### Kariera
Po debiucie na dużym ekranie w dramacie Érica Rohmera Żona lotnika (La Femme de l'aviateur, 1981) z Mathieu Carrière, pojawił się w filmie Jeannot Szwarc Enigma (1983) u boku Martina Sheena i Sama Neilla, thrillerze Przy pełnej niewinności (En toute innocence, 1988), dramacie Milena (1991) z Valérie Kaprisky i miniserialu Misja miłości (Missione d’amore, 1992) u boku Carol Alt i Ethana Wayne’a (syna Johna Wayne’a). W thrillerze Krwawe pranie (Vortice mortale, 1993) z udziałem Katarzyny Figury zagrał postać detektywa inspektora Alexandra Staceva.
W roku 1999 zadebiutował jako reżyser 12-minutowego filmu krótkometrażowego Faire-part.
Stał się rozpoznawalny na małym ekranie za sprawą bardzo popularnego we Francji miniserialu kryminalnego Błękit oceanu (Le Bleu de l'océan, 2003), gdzie zagrał Clémenta Maleta. W telefilmie historycznym Neron (Imperium: Nerone, 2004) z tytułową rolą Hansa Mathesona wcielił się w postać Apoloniusza.

### Życie prywatne
Prywatnie związany z Caroline Trescą, z którą ma córkę Blanche (ur. 1998). Zamieszkał w Boulogne-Billancourt.

## Filmografia

### Filmy fabularne
- 1981: Żona lotnika (La Femme de l'aviateur) jako kolega François
- 1983: Liberty belle jako Gilles
- 1984: Par où t'es rentré ? On t'a pas vu sortir jako Patrick, kochanek Nadège de Courtaboeuf
- 1983: Enigma jako Student
- 1986: Deux enfoirés à Saint-Tropez jako Julius
- 1987: La Rumba jako Paul Bergerac
- 1988: Przy pełnej niewinności (En toute innocence) jako Didier
- 1988: In extremis jako Tango, zawodowy pokerzysta, który dopuścił się rozboju
- 1991: Milena jako Von Vollmar
- 1993: Krwawe pranie (Vortice mortale) jako inspektor Alexander Stacev
- 2004: Neron (Imperium: Nerone, TV) jako Apoloniusz

### Seriale TV
- 1992: Misja miłości (Missione d’amore)
- 2003: Błękit oceanu (Le Bleu de l'océan) jako Clément Mallet
- 2015: Meurtres à La Rochelle jako kapitan Raphaël Weiss
- 2016: Mallory jako Joseph Mallory